# Gavin Evans
Pour les articles homonymes, voir Evans.
Pas d'image ? Cliquez ici

a Compétitions nationales et continentales officielles uniquement.

b Matchs officiels uniquement.
Dernière mise à jour le 10 novembre 2021.
Gavin Dean Evans est né le 18 juillet 1984 à Swansea au Pays de Galles. C’est un joueur de rugby à XV, qui joue au poste de centre (1,88 m pour 100 kg). 

## Carrière

### En club
Il joue pour les Llanelli Scarlets en Coupe d'Europe et en Celtic league.
Il a disputé les 5 matchs victorieux de Llanelli dans leur intégralité en 2006-2007.
En mai 2009, il rejoint les Cardiff Blues.

## Parcours
- Llanelli Scarlets 2005-2009
- Cardiff Blues 2009-2016

### En équipe nationale
Il a disputé son unique test-match le 11 novembre 2006, contre les Pacific Islanders.

## Palmarès
- En équipe nationale : 1 sélection 
  - Sélections par année : 1 en 2006
  - Tournois des cinq/six nations disputés : aucun
  - Coupe du monde de rugby disputée : aucune